# Liste du patrimoine immobilier classé de Verlaine
Cette page regroupe l'ensemble du patrimoine immobilier classé de la ville belge de Verlaine.
| Objet                                                                                    | Année de construction / Architecte | Adresse | Section communale | Coordonnées                      | Numéro d’inventaire | Illustration                                                                             |
| ---------------------------------------------------------------------------------------- | ---------------------------------- | ------- | ----------------- | -------------------------------- | ------------------- | ---------------------------------------------------------------------------------------- |
| Tumulus (M) et alentours(S)                                                              |                                    |         |                   | 50° 36′ 51″ nord, 5° 18′ 23″ est | 61063-CLT-0001-01   | Tumulus (M) et alentours(S)                                                              |
| Le site archéologique du tuimulus dit Tombe de Verlaine au lieu-dit Campagne de la Tombe |                                    |         |                   | 50° 36′ 51″ nord, 5° 18′ 23″ est | 61063-PEX-0001-01   | Le site archéologique du tuimulus dit Tombe de Verlaine au lieu-dit Campagne de la Tombe |